# Titanethes fracticornis
Titanethes fracticornis är en kräftdjursart som beskrevs av Joseph 1882. Titanethes fracticornis ingår i släktet Titanethes och familjen Trichoniscidae. Inga underarter finns listade i Catalogue of Life.